# Уништавање имовине СПЦ током ратова у бившој Југославији
Током ратова на простору бивше СФРЈ 1991—1995. на простору Хрватске и Босне и Херцеговине, тешко је страдала имовина Српске православне цркве. Укупно је порушено 212, а оштећено 367 цркава и манастира. Од остале црквене имовине, порушено је 111 парохијских домова и осталих црквених здања, а оштећено је 107. Епархије на овим територијама су биле поприште жестоких борби, тако да је црквена имовина и тада доживела велика страдања. Након Другог светског рата СПЦ је преуредила распоред и број епархија тако да је нпр. Бихаћко-петровачка епархија успостављена од делова Далматинске и Бањалучке епархије 1990. године.
Стање по епархијама:
- Бањалучка епархија[1]
  - Порушене 2 цркве
  - Оштећене 3 цркве
  - Порушена 2 парохијска дома

У Другом светском рату (1941–1945) на територији Бањалучке епархије (данашња Бањалучка и део Бихаћко-петровачке епархије) порушене су 64 цркве и један манастир, а 21 црква и 3 манастира су оштећени. Укупно је срушено 38 парохијских домова, а 12 је оштећено. Маја 1941. године убијен је епископ бањалучки Платон Јовановић.
- Бихаћко-петровачка епархија[2]
  - Порушено 26 цркава
  - Оштећено 68 цркава
  - Порушено 10 парохијских домова и осталих црквених здања
  - Оштећено 26 парохијских домова и осталих црквених здања
- Горњокарловачка епархија[3]
  - Порушено 11 цркава
  - Оштећено 45 цркава
  - Порушено 8 парохијских домова и осталих црквених здања
  - Оштећено 14 парохијских домова и осталих црквених здања

У Другом светском рату убијен је горњокарловачки епископ Сава Трлајић (август 1941. године) и бачен у јаму Јадовно. Уништено је 116 српских цркава, а 39 их је знатно оштећено. Срушене су две капеле и 84 парохијска дома, односно црквена објекта (53 је минирано, а 31 је спаљен). 154 архивске целине су уништене, а 13 је опљачкано. Од 171 црквено-општинске и манастирске библиотеке, 154 је уништено, а 17 опљачкано.
- Дабробосанска митрополија[4]
  - Порушене 23 цркве
  - Оштећено 13 цркава
  - Порушено 11 парохијских домова и осталих црквених здања
  - Оштећена 3 парохијска дома и остала црквена здања
- Далматинска епархија[5]
  - Порушено 14 цркава
  - Оштећено 45 цркава
  - Порушен 1 парохијски дом
  - Оштећено 13 парохијских домова и осталих црквених здања

Током Другог светског рата на подручју Далматинске епархије уништено је 17 цркава, а оштећене су 23. Страдала су и 2 манастира и 18 парохијских домова, а 12 црквених објеката је тешко оштећено. Уништено је 49 архива и 30 црквених библиотека.
- Загребачко-љубљанска митрополија[6]
  - Порушено 9 цркава
  - Оштећено 29 цркава
  - Порушено 5 парохијских домова и осталих црквених здања
  - Оштећено 7 парохијских домова и осталих црквених здања
- Захумско-херцеговачка и приморска епархија[7]
  - Порушено 36 цркава
  - Оштећено 28 цркава
  - Порушено 12 парохијских домова и осталих црквених здања
  - Оштећена 2 парохијска дома и остала црквена здања

Током Другог светског рата 1941–1945, на подручју Захумско-херцеговачке епархије једна црква је срушена до темеља, а 18 их је оштећено. Пет парохијских домова је срушено, а четири су оштећена. Уништено је 12 библиотека и 21 црквена архива.
- Зворничко-тузланска епархија[8]
  - Порушено 38 цркава
  - Оштећено 60 цркава
  - Порушен 31 парохијски дом и остала црквена здања
  - Оштећено 19 парохијских домова и осталих црквених здања
- Епархија осјечкопољска и барањска[9]
  - Порушено 14 цркава
  - Оштећено 35 цркава
  - Порушено 6 парохијских домова и осталих црквених здања
  - Оштећено 8 парохијских домова и осталих црквених здања

У Другом светском рату, у овој Епархији уништени су бројни српски храмови (Вучевци, Ердут, Осијек, Тења, Чепин, Чепински Мартинци, и још неки), а један број цркава преуређен је у римокатоличке богомоље (Бијело Брдо, Копривна, Маркушица, Погановци, Будимци).
- Славонска епархија[10]
  - Порушено 39 цркава
  - Оштећена 41 црква
  - Порушено 25 парохијских домова и осталих црквених здања
  - Оштећено 15 парохијских домова и осталих црквених здања

У Другом светском рату, на подручју Пакрачке епархије уништене су 54 цркве, а 21 је оштећена. Манастири Ораховица и Пакра су опљачкани, а потом спаљени. На подручју ове епархије страдале су 73 архиве и 66 црквено-општинских и манастирских библиотека.